# Ruffieu
Ruffieu è una frazione del comune di Haut-Valromey, situato nel dipartimento dell'Ain della regione dell'Alvernia-Rodano-Alpi. È bagnato dal fiume Séran.
In precedenza comune autonomo, il 1º gennaio 2015 è confluito nel comune di Haut-Valromey.

## Società

### Evoluzione demografica
Abitanti censiti